# Erli
Èrli (, Èrli in ligure) è un comune italiano di 219 abitanti della provincia di Savona in Liguria.

## Geografia fisica
Il territorio di Erli è posizionato nell'alta valle del torrente Neva, sulla sponda sinistra e alla confluenza con il rio Vernea. Confinante con il Piemonte e con la provincia di Cuneo, il borgo è posto lungo l'antico percorso della via del sale che dalla costa ligure, valicando il colle San Bernardo (957 m s.l.m.), giungeva a Garessio in terra piemontese. Verso sud la costiera montuosa del Monte Alpe divide il comune di Erli da quello di Castelbianco e dalla vallata del Pennavaire.

## Storia

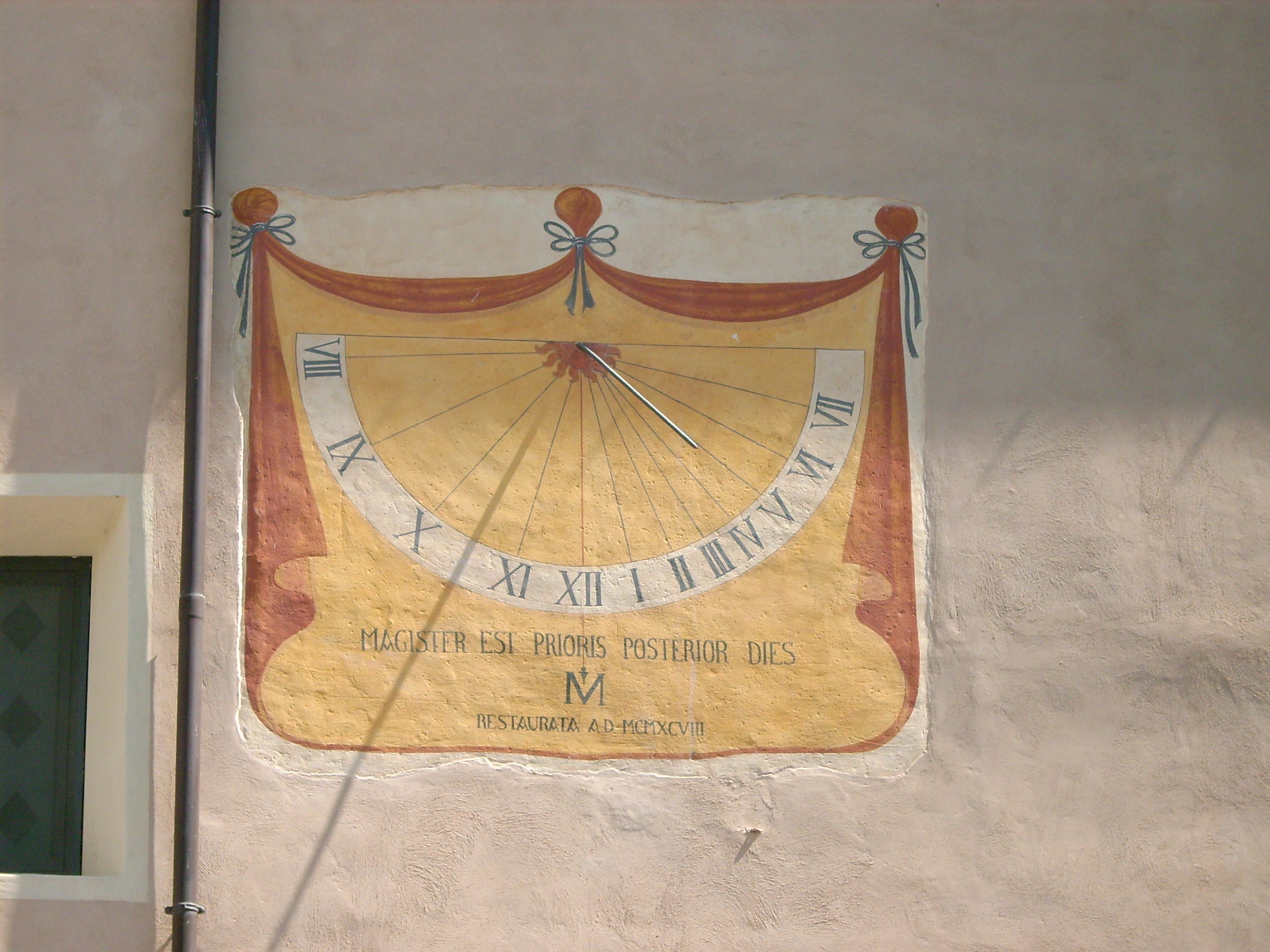
Antica meridiana in una casa del centro storico di Erli

Le prime testimonianze accertate dei primi insediamenti umani risalgono all'epoca romana come punto di scambio dei cavalli lungo la via del sale. Tra i vari reperti romani vi è la necropoli di Cascina d'Aglio, risalente al I secolo, ora compresa nel territorio comunale di Castelvecchio di Rocca Barbena, ma facilmente raggiungibile da Erli.
Comunemente, si fa risalire il nome Erli dalla popolazione d'origine barbarica degli Eruli, risalenti alla fine dell'Impero Romano d'Occidente.
Dai vari studi sui primi toponimi locali, ad esempio i cognomi del borgo (Negri, Caffari, Caffa, Falco, Berriolo, ecc.), risultano quasi certamente le origini saracene di alcuni abitanti nell'Alto Medioevo, periodo nel quale il borgo fu assoggettato al Contado di Albenga. Inserito dalla metà del X secolo nella marca degli Arduinici passò tra i possedimenti dei marchesi Clavesana dal XII secolo e fino al XIV secolo.
Per via matrimoniale prima, nel 1326, e con un'acquisizione diretta poi questa zona della val Neva tra Erli e Castelvecchio di Rocca Barbena rientrò dal 1335 nelle proprietà feudali dei marchesi Del Carretto che lo assoggettarono, dal 1397, nel marchesato di Zuccarello.
Successivo possedimento del Ducato di Savoia, Erli divenne dal 2 maggio 1624 parte integrante della Repubblica di Genova, dopo l'acquisto per via diplomatica dei tre quarti dello stesso marchesato zuccarellese, e rimase sotto le sue dipendenze fino alla dominazione napoleonica di fine Settecento. Nel novembre del 1795 pure il territorio erlese pagò con furti e danneggiamenti i fatti d'armi che videro contrapposti l'esercito francese e le truppe austro-sarde nella correlata battaglia di Loano.
Con la dominazione francese il territorio di Erli rientrò dal 2 dicembre 1797 nel Dipartimento del Letimbro, con capoluogo Savona, all'interno della Repubblica Ligure. Dal 28 aprile del 1798 fece parte del III cantone, capoluogo Zuccarello, della Giurisdizione di Centa e dal 1803 centro principale del IV cantone della Centa nella Giurisdizione degli Ulivi. Annesso al Primo Impero francese dal 13 giugno 1805 al 1814 venne inserito nel Dipartimento di Montenotte.
Nel 1815 fu inglobato nella provincia di Albenga del Regno di Sardegna, così come stabilì il Congresso di Vienna del 1814, e successivamente nel Regno d'Italia dal 1861. Dal 1859 al 1926 il territorio fu compreso nel I mandamento di Albenga del circondario di Albenga facente parte della provincia di Genova; nel 1927 con la soppressione del circondario ingauno passò, per pochi mesi, nel circondario di Savona e, infine, sotto la neo costituita provincia di Savona.

### Seconda guerra mondiale

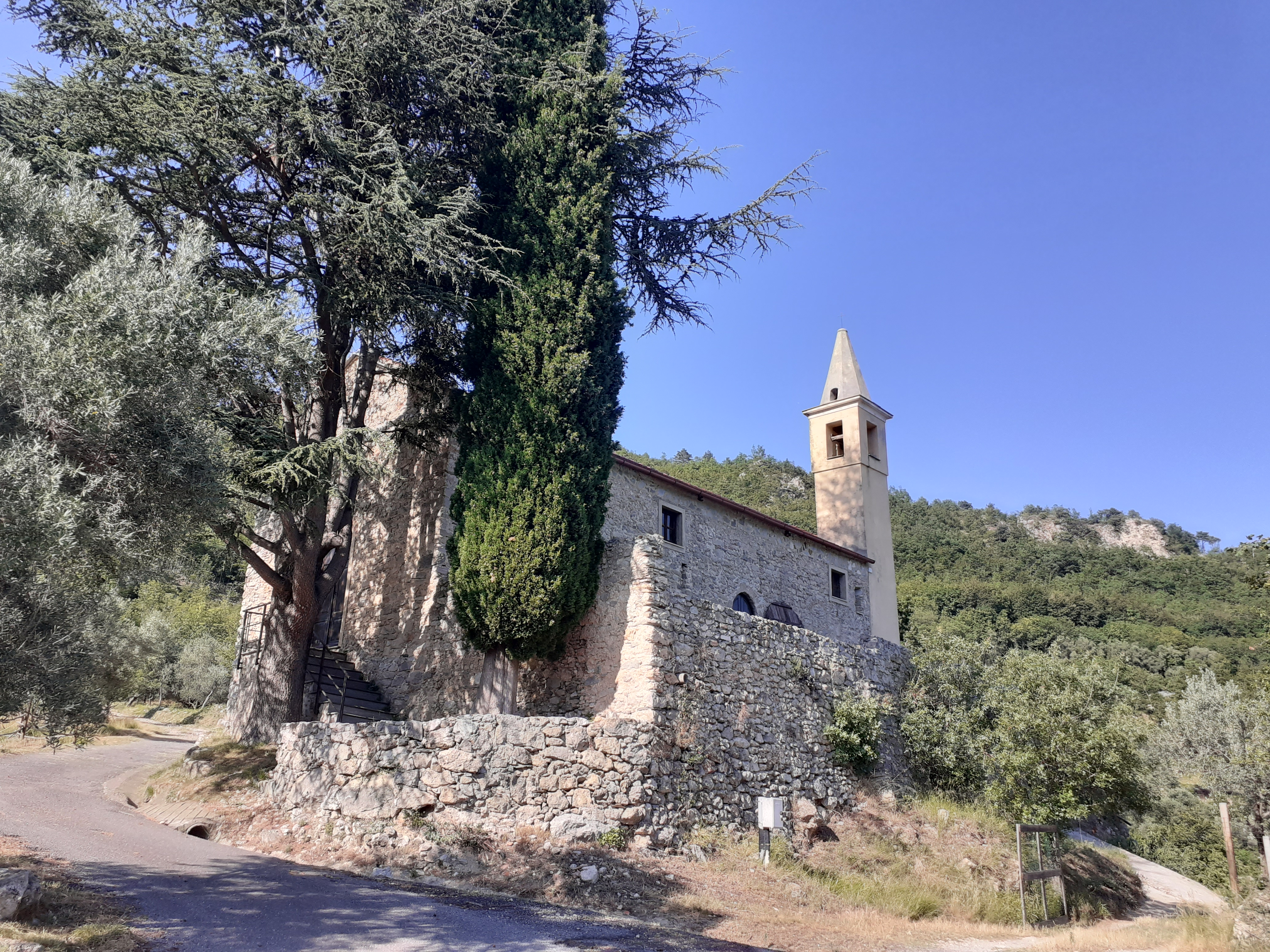
La pieve di San Martino (Poggio)

Nel secondo conflitto bellico faceva parte del partito fascista Francesco Briatore di Erli, conosciuto per aver realizzato una rete di informatori e di sezioni in tutti i paesi vicini. Per il suo comportamento venne minacciato più volte, ma non volle lasciare il paese, sicuro di essere protetto da diversi militari fascisti e tedeschi presenti. Ma dopo l'eccidio dei Barchi, dove persero la vita cinque partigiani per colpa di una spia fascista, Salvatore Abate, la sera del 24 giugno del 1944 i partigiani, comandati da Martinengo tra i quali Cimitero, circondarono il paese e le forze fasciste e tedesche presenti fuggirono verso Zuccarello lasciando solo Briatore a combattere che dopo poco venne colpito a morte.
 A lui venne intitolata la XXXIV compagnia brigata nera savonese Francesco Briatore con i colori giallo e lilla che erano i suoi preferiti. I tedeschi tornarono, ma a metà luglio un blindato si ruppe mentre transitava per il Paese, i ribelli saccheggiarono le armi, trovando una parabellum e altre semiautomatiche; i tedeschi attaccarono i ribelli con un mortaio che fece un morto tra i partigiani e il ferimento di Gapon. I partigiani eliminarono i proprietari dell'osteria Caffa accusati di essere dell'idea di Briatore, ma soprattutto di aver denunciato qualcuno che avrebbe parlato troppo con due bicchieri di vino in più Gapon lì arrestò e dopo un breve processo la squadra di Stalin li condannò con Francesco Calvi (Peusin) che scavò la fossa.
 I tedeschi attaccarono Erli e l'11 luglio 1944 uccisero Francesco Angelo e Matilde Berriolo. In questi giorni il ventenne Oreste Basso entrò tra i ribelli come staffetta o collaboratore, per la quale nel post-guerra ricevette la qualifica di Benemerito della IV divisione Valtanaro.
 Erli divenne il confine tra la zona a mare occupata dai tedeschi e l'alta Valtanaro, Garessio compreso, che erano state liberate dall'occupatore. Il 25 luglio 1944 da Erli partirono le truppe tedesche per riconquistare Garessio, ma i partigiani non vollero combattere, anche se tuttavia nelle vendette naziste morirono nove persone.

### Epoca contemporanea
Dal 1973 al 31 dicembre 2008 ha fatto parte della Comunità montana Ingauna e, con le nuove disposizioni della Legge Regionale nº 24 del 4 luglio 2008, fino al 2011 della Comunità montana Ponente Savonese.

### Simboli
Stemma
Gonfalone
Lo stemma e il gonfalone sono stati concessi con decreto del presidente della Repubblica del 15 giugno 1968. Il capo d'azzurro con le 12 stelle si riferisce alla bandiera europea.

## Monumenti e luoghi d'interesse

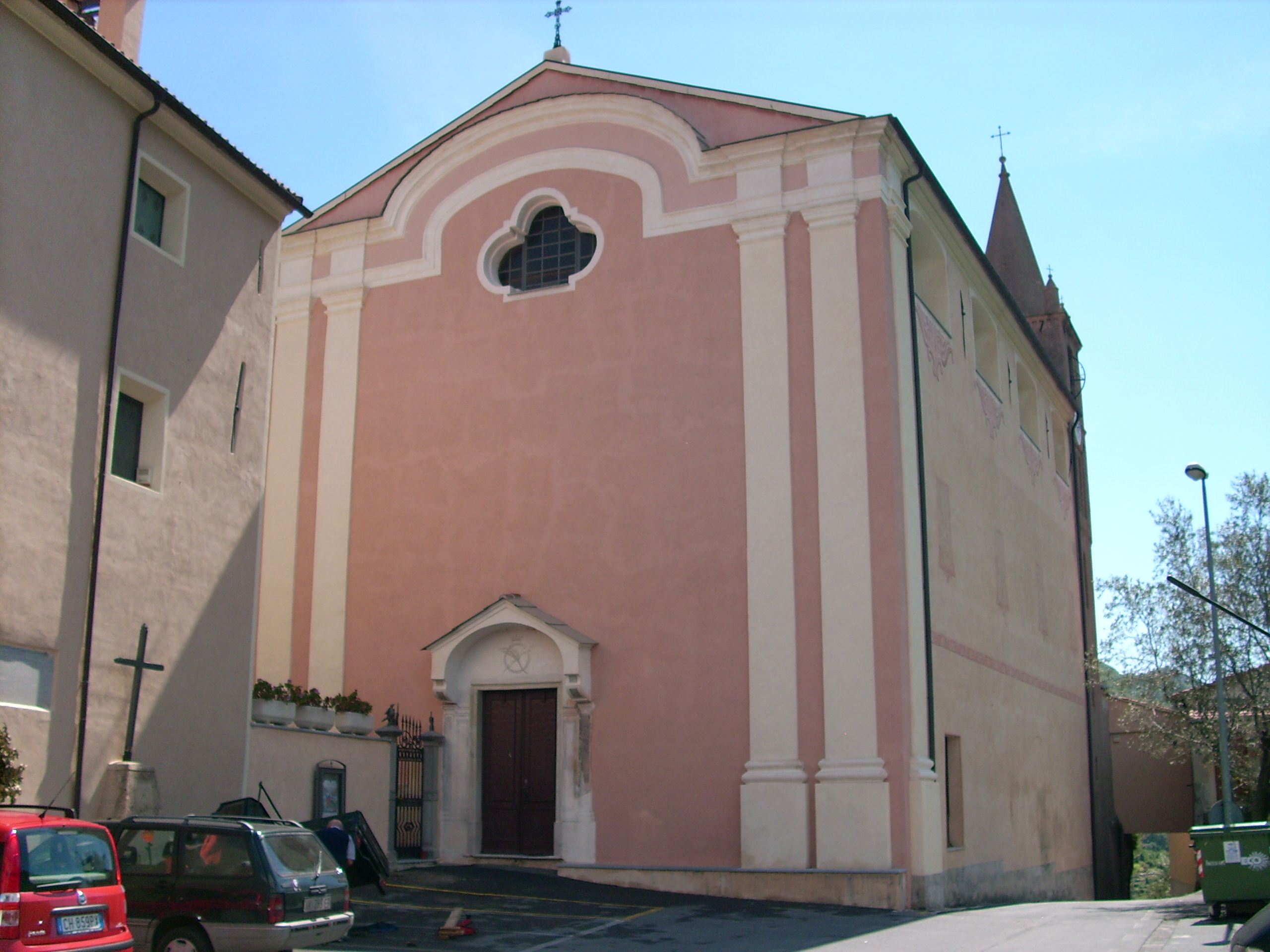
La chiesa parrocchiale di Santa Caterina d'Alessandria a Erli

### Architetture religiose
- Chiesa parrocchiale di Santa Caterina d'Alessandria nel centro storico di Erli. Eretta intorno al 1583, divenne sede parrocchiale ereditando il titolo e i sacramenti dalla già esistente pieve di San Martino. Di pregio il piccolo campanile tardo gotico e la cassa processionale della Santissima Trinità datata al 1796.
- Pieve di San Martino di Tours presso il cimitero erlese. Risalente all'XI secolo, al suo interno presenta affreschi su due strati sovrapposti, attribuiti a Segurano Cigna.
- Oratorio di San Giovanni Battista nei pressi della parrocchiale.
- Cappella della Madonna della Neve in borgata Negri.
- Cappella di San Bernardo in frazione Berrioli.
- Cappella dei Santi Cosma e Damiano in borgata Bassi.
- Cappella di Sant'Anna e Santa Rita in borgata Gazzo.
- Cappella della Madonna della Guardia in borgata Praetto.

### Siti archeologici

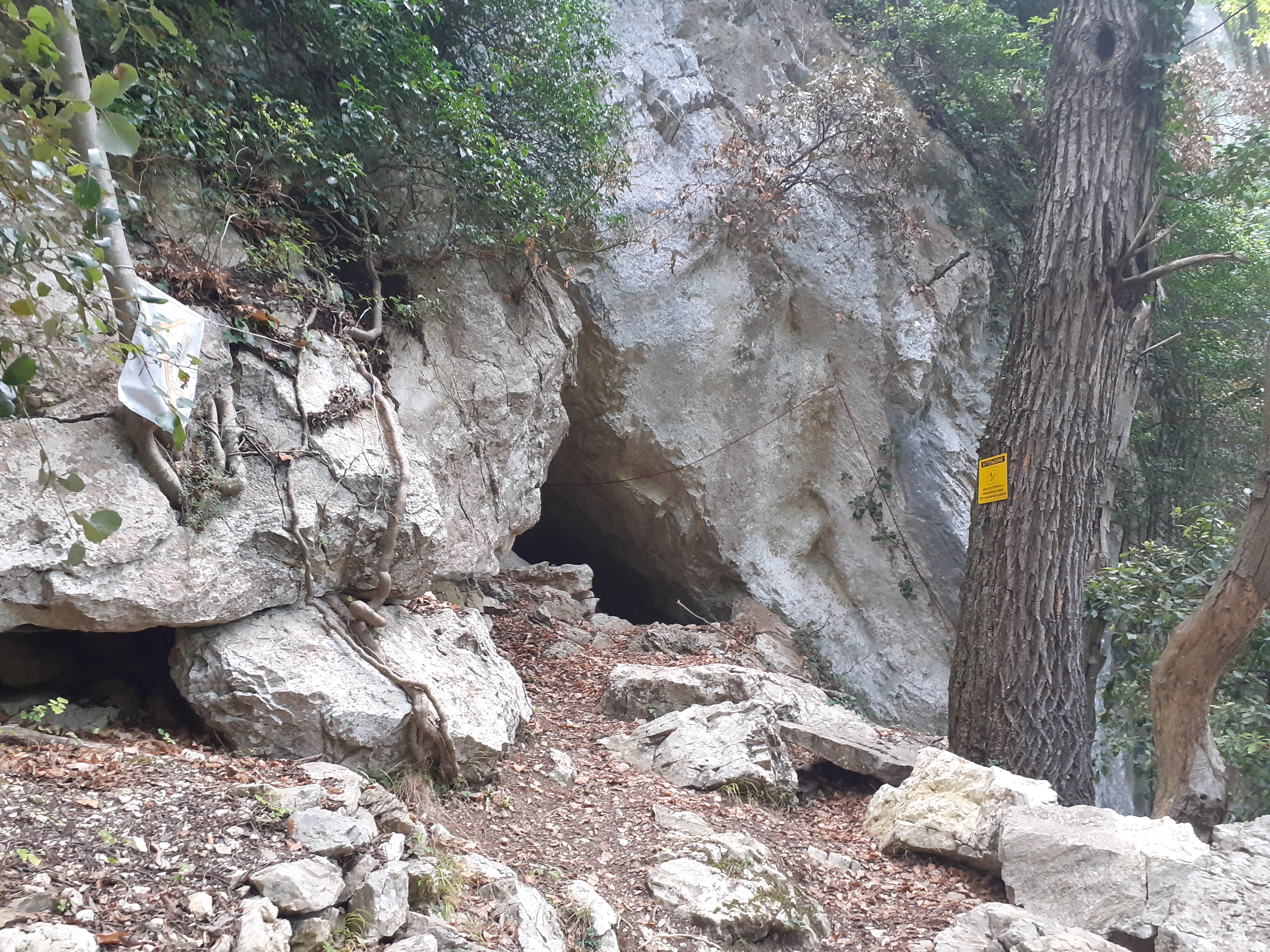
L'Arma Veirana

Dall'estate del 2014 è stata avviata una campagna di scavi archeologici presso la grotta di Arma Veirana, un sito dove in questi anni i ricercatori - provenienti anche da Germania, Canada e Stati Uniti d'America - hanno rinvenuto tracce e oggetti risalenti agli ultimi uomini di Neanderthal e ai primissimi uomini moderni.
Nel luglio 2018, inoltre, gli scavi hanno riportato alla luce presso una piccola tomba a capanna della grotta quelli che a un primo studio sono stati identificati come i resti umani di bambino (o di sesso femminile) dell'età di circa tre mesi di vita. Nel particolare sono stati rinvenuti i resti di una manina, di una tibia, di una mandibola e un piccolo cranio che risulta schiacciato. La sepoltura, corredata da piccoli manufatti in conchiglia, potrebbe essere avvenuta alla fine del Paleolitico superiore. Lo scavo e lo studio del sito è tuttora in corso da parte, per quanto riguarda la ricerca italiana, dell'Università di Genova.

## Società

### Evoluzione demografica
Abitanti censiti

### Etnie e minoranze straniere
Secondo i dati Istat al 31 dicembre 2019, i cittadini stranieri residenti a Erli sono 20.

## Geografia antropica

Scorcio del campanile della parrocchiale di Erli

Oltre al borgo del capoluogo, comprende le tre frazioni di Bassi, Berrioli e Gazzo per una superficie territoriale di 16,73 km².
Confina a nord con i comuni di Bardineto e Castelvecchio di Rocca Barbena, a sud con Zuccarello, a ovest con Garessio (CN), Nasino e Castelbianco.

## Economia
La sua economia si basa principalmente sull'attività agricola e dei suoi prodotti naturali. Di pregio è la raccolta e produzione di olive, frutta, ortaggi, castagne e funghi. Dalla coltivazione dell'uva, si ricava il noto vino Pigato.

## Infrastrutture e trasporti

### Strade
Il territorio di Erli è attraversato dalla strada statale 582 del Colle di San Bernardo che permette il collegamento stradale con il comune piemontese di Garessio, a nord, e a sud con Castelvecchio di Rocca Barbena e Albenga

## Amministrazione
| Periodo           | Periodo           | Primo cittadino  | Partito                 | Carica  | Note   |
| ----------------- | ----------------- | ---------------- | ----------------------- | ------- | ------ |
| 16 settembre 1986 | 9 giugno 1990     | Andrea Repetto   | Democrazia Cristiana    | Sindaco |        |
| 9 giugno 1990     | 15 settembre 1992 | Candido Carretto | lista civica            | Sindaco | [ 15 ] |
| 29 ottobre 1992   | 24 aprile 1995    | Angelo Salvatico | lista civica            | Sindaco |        |
| 24 aprile 1995    | 14 giugno 1999    | Luciano Berriolo | lista civica            | Sindaco |        |
| 14 giugno 1999    | 14 giugno 2004    | Angelo Salvatico | Indipendente            | Sindaco |        |
| 14 giugno 2004    | 8 giugno 2009     | Candido Carretto | lista civica            | Sindaco |        |
| 8 giugno 2009     | 26 maggio 2014    | Candido Carretto | lista civica            | Sindaco |        |
| 26 maggio 2014    | 27 maggio 2019    | Candido Carretto | Per Erli (lista civica) | Sindaco |        |
| 27 maggio 2019    | 10 giugno 2024    | Sergio Bruno     | Per Erli (lista civica) | Sindaco |        |
| 10 giugno 2024    | in carica         | Sergio Bruno     | Per Erli (lista civica) | Sindaco |        |